# Spearfish
Pour les articles homonymes, voir Spearfish (homonymie).
Spearfish est une ville américaine située dans le comté de Lawrence, dans l'ouest du Dakota du Sud.
La ville a été fondée en 1876, lors de la ruée vers l'or dans les Black Hills. Elle doit son nom à la Spearfish Creek, un ruisseau dont le nom provient de l'anglais « to spear fish » qui signifie « harponner du poisson ».

## Météorologie
Le climat y est très variable. La ville détient le record mondial du plus rapide changement de température : le 22 janvier 1943, la température est passée de −20 °C à 7 h 30 à 7 °C deux minutes plus tard à cause du chinook qui s'était brusquement mis à souffler.

## Démographie
Selon le recensement de 2010, Spearfish compte 10 494 habitants. La municipalité s'étend sur 16,34 milles carrés (42,32 km2).
| 1880 | 1890 | 1900  | 1910  | 1920  | 1930  |
| ---- | ---- | ----- | ----- | ----- | ----- |
| 170  | 678  | 1 166 | 1 130 | 1 254 | 1 577 |

| 1940  | 1950  | 1960  | 1970  | 1980  | 1990  |
| ----- | ----- | ----- | ----- | ----- | ----- |
| 2 139 | 2 755 | 3 682 | 4 661 | 5 251 | 6 966 |

| 2000  | 2010   | - | - | - | - |
| ----- | ------ | - | - | - | - |
| 8 606 | 10 494 | - | - | - | - |